# Exochus pulchripes
Exochus pulchripes là một loài tò vò trong họ Ichneumonidae.